# Jocs Europeus
|  | Aquest article és sobre l'esdeveniment esportiu. Pel tipus de joc de tauler, vegeu Joc d'estil europeu. |

Els Jocs Europeus és un esdeveniment esportiu en el qual participaran esportistes de tots els països d'Europa pertanyents als Comitès Olímpics Europeus. La primera edició es va celebrar a Bakú, la capital de l'Azerbaidjan entre el 12 de juny de 2015 fins al 28 de juny de 2015.
Els Jocs seran una versió reduïda dels Jocs Olímpics i semblants a altres jocs regionals que se celebren a diferents parts del món, com els Jocs dels Petits Estats d'Europa, els Jocs del Mediterrani, els Jocs de la Lusofonia… L'organització i la regulació d'aquests Jocs estarà sota la responsabilitat dels Comitès Olímpics Europeus i la supervisió del Comitè Olímpic Internacional.

## Edicions
| Edició | Any  | Seu                 | Estat       | N. països | N. atletes | N. esports | País guanyador | refs  |
| ------ | ---- | ------------------- | ----------- | --------- | ---------- | ---------- | -------------- | ----- |
| I      | 2015 | Baku                | Azerbaidjan | 50        | 5.898      | 21         | Rússia         | [ 2 ] |
| II     | 2019 | Minsk               | Belarús     | 50        | 4.082      | 15         | Rússia         | [ 3 ] |
| III    | 2023 | Cracòvia-Małopolska | Polònia     | 48        | 6.857      | 29         | Itàlia         | [ 4 ] |
| IV     | 2027 | Estambul            | Turquia     |           |            |            |                |       |

### Renúncia dels Països Baixos
Pocs dies abans de l'inici de l'edició inaugural a Bakú, els Països Baixos varen anunciar la seva renuncia a organitzar la segona edició dels Jocs degut a la falta de suport de l'administració.

## Medaller històric
| Pos.  | País                     | Or  | Plata | Bronze | Total |
| 1     | Rússia (RUS)             | 79  | 40    | 45     | 164   |
| 2     | Azerbaidjan (AZE)        | 21  | 15    | 20     | 56    |
| 3     | Regne Unit (GBR)         | 18  | 10    | 19     | 47    |
| 4     | Alemanya (GER)           | 16  | 17    | 33     | 66    |
| 5     | França (FRA)             | 12  | 13    | 18     | 43    |
| 6     | Itàlia (ITA)             | 10  | 26    | 11     | 47    |
| 7     | Belarús (BLR)            | 10  | 11    | 22     | 43    |
| 8     | Ucraïna (UKR)            | 8   | 14    | 24     | 46    |
| 9     | Països Baixos (NED)      | 8   | 12    | 9      | 29    |
| 10    | Espanya (ESP)            | 8   | 11    | 11     | 30    |
| 11    | Hongria (HUN)            | 8   | 4     | 8      | 20    |
| 12    | Sèrbia (SRB)             | 8   | 4     | 3      | 15    |
| 13    | Suïssa (SUI)             | 7   | 4     | 4      | 15    |
| 14    | Turquia (TUR)            | 6   | 4     | 19     | 29    |
| 15    | Bèlgica (BEL)            | 4   | 4     | 3      | 11    |
| 16    | Dinamarca (DEN)          | 4   | 3     | 5      | 12    |
| 17    | Romania (ROU)            | 3   | 5     | 4      | 12    |
| 18    | Portugal (POR)           | 3   | 4     | 3      | 10    |
| 19    | Polònia (POL)            | 2   | 8     | 10     | 20    |
| 20    | Àustria (AUT)            | 2   | 7     | 4      | 13    |
| 21    | Geòrgia (GEO)            | 2   | 6     | 8      | 16    |
| 22    | Israel (ISR)             | 2   | 4     | 6      | 12    |
| 23    | Eslovàquia (SVK)         | 2   | 2     | 3      | 7     |
| 24    | Lituània (LTU)           | 2   | 1     | 4      | 7     |
| 25    | Irlanda (IRL)            | 2   | 1     | 3      | 6     |
| 26    | Croàcia (CRO)            | 1   | 4     | 6      | 11    |
| 27    | Bulgària (BUL)           | 1   | 4     | 5      | 10    |
| 28    | Grècia (GRE)             | 1   | 4     | 4      | 9     |
| 29    | Suècia (SWE)             | 1   | 3     | 3      | 7     |
| 30    | Eslovènia (SLO)          | 1   | 1     | 3      | 5     |
| 31    | Letònia (LAT)            | 1   | 0     | 1      | 2     |
| 32    | República Txeca (CZE)    | 0   | 2     | 5      | 7     |
| 33    | Estònia (EST)            | 0   | 1     | 2      | 3     |
| 33    | Moldàvia (MDA)           | 0   | 1     | 2      | 3     |
| 35    | San Marino (SMR)         | 0   | 1     | 1      | 2     |
| 36    | Armènia (ARM)            | 0   | 1     | 0      | 1     |
| 36    | Xipre (CYP)              | 0   | 1     | 0      | 1     |
| 38    | Macedònia del Nord (MKD) | 0   | 0     | 2      | 2     |
| 38    | Noruega (NOR)            | 0   | 0     | 2      | 2     |
| 40    | Finlàndia (FIN)          | 0   | 0     | 1      | 1     |
| 40    | Kosovo (KOS)             | 0   | 0     | 1      | 1     |
| 40    | Montenegro (MNE)         | 0   | 0     | 1      | 1     |
| Total | Total                    | 253 | 253   | 338    | 844   |